# Roturas
Roturas é um município da Espanha na província de Valladolid, comunidade autónoma de Castela e Leão, de área 11,51 km² com população de 33 habitantes (2007) e densidade populacional de 2,78 hab/km².

## Demografia
| Variação demográfica do município entre 1991 e 2004 | Variação demográfica do município entre 1991 e 2004 | Variação demográfica do município entre 1991 e 2004 | Variação demográfica do município entre 1991 e 2004 |
| --------------------------------------------------- | --------------------------------------------------- | --------------------------------------------------- | --------------------------------------------------- |
| 1991                                                | 1996                                                | 2001                                                | 2004                                                |
| 22                                                  | 29                                                  | 29                                                  | 32                                                  |